# Drow
Drowové nebo také temní elfové jsou fiktivní rasa z hry na hrdiny Dungeons & Dragons. Ve staré skotštině toto slovo označuje zlého skřítka.
Drowové na rozdíl od ostatních elfích ras žijí pod zemí. Mají obsidiánově temnou kůži, bílé či stříbrné vlasy a rudé, vzácně také fialové či žluté oči a u některých žen byly viděny i růžové (často u těch nejkrutějších). Ženy jsou silnější a větší než muži. Drowové jsou vysoce inteligentní a obratní, ovšem stejně jako jejich příbuzní z povrchu křehcí a štíhlí. Nesnášejí sluneční světlo a jejich zrak je přizpůsoben temnotě, takže prostřednictvím infravidění jsou schopni vidět i v úplné tmě. Jsou částečně odolní vůči magii a mají některé vrozené magické vlastnosti. Muži bývají bojovníky nebo čaroději, o legální kněžské posty se mohou ucházet pouze ženy.
Drowové žijí v matriarchátu. Jejich společnost je krutá, intrikánská a otrokářská. Vyrabějí mocné zbraně z kovu zvaného adamantin, jež se však na slunečním světle rozpadají. Většina drowů uctívá zlou pavoučí bohyni Lolth, někteří jsou však přívrženci prastarého boha slizu Ghaunadaura, patrona drowích mužů a zlodějství Vhaerauna či dokonce bohyni dobrých drowů Eilistraee. Mezi podobné bytosti patří takzvaní drideři (do češtiny se překládá také jako drovouci) napůl drowové, napůl pavouci – původně drowové potrestaní Lolth za svou neposlušnost.
Ze světů Dungeons & Dragons jsou nejtypičtější pro Ztracené říše kde obývají Podtemno. Jejich přirozenost je způsobena prokletím od bohů elfského panteonu zvaného Seldarine.